# Табор уходит в небо
«Та́бор ухо́дит в не́бо» — советский полнометражный широкоэкранный музыкально-драматический художественный фильм 1976 года кинорежиссёра Эмиля Лотяну. Снят на киностудии «Мосфильм» по мотивам ранних рассказов Максима Горького «Макар Чудра» (1892) и «Старуха Изергиль» (1894).
Фильм являлся лидером советского кинопроката 1976 года (64,9 млн зрителей).

## Сюжет
В основе сюжета фильма, который начинается с попытки группы цыган украсть табун лошадей, лежит история любви конокрада Лойко Зобара и цыганки-вещуньи Рады, описанная в рассказе «Макар Чудра» (1892) Максима Горького.
Действие разворачивается в самом начале XX века, внутри цыганского табора на реке Тисе в Закарпатье, на окраине Австро-Венгерской империи.
Легенда о любви двух молодых и гордых цыган — Лойко и Рады, которые влюбляются друг в друга, но считают, что семейная жизнь — это цепь, сковывающая их независимость. Сам Лойко повстречался с Радой, когда она нашла его раненым и исцелила. Затем конокрад и красавица ещё раз встретились, когда Лойко повстречал цыгана Бучу из табора Рады и сам пришёл в табор, возглавляемый старым Нуром.
Местный немолодой помещик — дворянин Антал Силади также влюбляется в Раду, с которой познакомился во время своей прогулки по городу, но она при всём таборе публично отвергает его и несчастный влюблённый барин проклинает молодую цыганку. Конокрад Лойко дерзок и удачлив в своём ремесле, причём он успешно ворует белую кобылицу, как этого хотела Рада. Однако он навлекает на себя гнев властей, которые чинят разгром в его родном таборе, а гордая и красивая сестра Лойко Русалина делает попытки к сопротивлению. В харчевне отец Лойко в итоге выдаёт жандармам своего родного сына, который отправил своего друга Талимона незадолго до этого к барину Балинту с целью взимания долга. К сожалению, Балинт говорит, что Лойко обещал сам прибыть в поместье, как было раньше условлено, а его слуга закалывает вилами цыгана на конюшне.
Тем временем местная власть приговаривает Лойко к смерти, однако сам Лойко ухитряется сбежать с собственной казни, при этом погибает его друг Бубуля, пришедший к нему на помощь. Конокрад догоняет ушедший табор Рады и дарит цыганке кобылицу. Рада весело проводит время с Лойко на берегу реки, а затем проводит с ним ночь, во время которой поит цыгана виноградным соком.
В конце фильма Лойко, несмотря на мрачное предсказание старой цыганки-травницы, приходит в сопровождении старого друга Араламби в табор Рады и просит знакомого кузнеца Макара Чудру выступить в качестве свадебного ходатая. Рада со смехом требует Лойко подчиниться ей, преклонить перед ней колени при всем таборе (что у цыган является унижением), иначе свадьбы не будет. Лойко в порыве ярости убивает Раду. Отец Рады старый солдат Данило, который присутствовал при убийстве дочери, тут же убивает Лойко ножом.

## Роли исполняют

### В ролях
- Светлана Тома — Рада, красавица-цыганка
- Григоре Григориу — Лойко Зобар, конокрад
- Ион Сандри Шкуря — Антол Силади, помещик, дворянин
- Павел Андрейченко — Талимон
- Серджу Финити — Бубуля, друг Лойко
- Ляля Чёрная — старая цыганка
- Борислав Брондуков — Буча
- Барасби Мулаев — Макар Чудра
- Нелли Волшанинова — Русалина, сестра Лойко
- Всеволод Гаврилов — Данило, отец Рады
- Михаил Шишков — Нур
- Николай Волшанинов — Араламби, друг Лойко
- Василий Симчич — Балинт, барин

Эпизодические роли цыган в фильме сыграли артисты Московского музыкально-драматического цыганского театра «Ромэн» и киностудии «Молдова-фильм», а роли бургомистра и его окружения — актёры «Литовской киностудии», поскольку эпизоды в городе снимались в Вильнюсе и Каунасе, так как старая архитектура этих городов местами очень похожа на бессарабские города.
Песни «Маляркица», «Дывес и рат», «Яблоко», «Нанэ цоха» и другие, исполнявшиеся ещё в 1930-х годах, были подобраны композитором Евгением Догой и спеты в фильме артистами Московского музыкально-драматического цыганского театра «Ромэн».

## Награды
- 1976 — главный приз «Золотая раковина» XXIV Международного кинофестиваля в Сан-Себастьяне (Испания).
- 1976 — Светлана Тома названа «Лучшей актрисой 1976 года» по итогам опроса читателей журнала «Советский экран» (СССР).
- 1977 — приз зрительского жюри «За лучшую режиссуру» Эмилю Лотяну на VII Международном кинофестивале лучших фильмов мира «Фест» в Белграде (СФРЮ).
- 1977 — диплом за лучший фильм Международного кинофестиваля в Праге (ЧССР).
- 1977 — приз «За лучшее исполнение женской роли» актрисе Светлане Томе на XV Международном кинофестивале в Панаме (Панама).
- 1977 — диплом I степени на II Всесоюзном конкурсе на лучшее использование отечественных негативных цветных киноплёнок при съёмке художественных кинофильмов (СССР).
- 1978 — приз за лучшее качество фотографии на Международном техническом конкурсе фильмов XI конгресса УНИАТЕК в Париже (Франция).